# Ralph Schwarz
Ralph Schwarz (Nieuwkoop, 28 maart 1967 - Chicago, 17 september 1992) was een Nederlands roeier. Hij vertegenwoordigde Nederland bij een aantal grote internationale wedstrijden. Zo nam hij eenmaal deel aan de Olympische Spelen, maar won bij die gelegenheid geen medaille.
In 1988 maakte nam hij op 21-jarige leeftijd deel aan de Spelen van Seoel. Hij kwam hier bij het roeien uit op het onderdeel vier zonder stuurman. Ook zijn broer Sven Schwarz zat in de boot. De roeiwedstrijden werden gehouden op de roei- en kanobaan in de rivier Han vlak bij Seoel. De Nederlandse boot kwalificeerde zich via 6.17,24 (series) en 6.14,96 (halve finale) voor de kleine finale. Daar finishten de Nederlanders als derde in 6.15,32 en einddigde hiermee op een 9e plaats overall.
Hij was lid van de Haarlemse zeil- en roeivereniging Het Spaarne. Hij overleed op 25-jarige leeftijd bij een vliegtuigongeluk in Chicago.

## Palmares

### roeien (vier zonder stuurman)
- 1987: 6e WK - 6.52,11
- 1988: 9e OS - 6.15,32
- 1989: 5e WK - 6.12,94

### roeien (acht met stuurman)
- 1984: 7e WK junioren - 4.18,66
- 1985: 5e WK junioren - 4.40,30

Johan Leutscher · 
Sven Schwarz · 
Ralph Schwarz · 
Tjark de Vries